# 納雄耐爾港 (馬里蘭州)
納雄耐爾港（英語：National Harbor）是位於美國馬里蘭州佐治王子縣的一個普查規定居民點。

## 人口
根據2020年美國人口普查的數據，納雄耐爾港的面積為0.32平方千米，當中陸地面積為0.32平方千米，而水域面積為0.00平方千米。當地共有人口5509人，而人口密度為每平方千米17,215.63人。